# Акбулатовська сільська рада (Мішкинський район)
Акбула́товська сільська рада (рос. Акбулатовский сельский совет) — муніципальне утворення у складі Мішкинського району Башкортостану, Росія. Адміністративний центр — присілок Новоакбулатово.

## Населення
Населення — 953 особи (2019, 1059 в 2010, 1141 в 2002).

## Склад
До складу поселення входять такі населені пункти:
| Населений пункт           | Населення, осіб (2002) | Населення, осіб (2010) |
| ------------------------- | ---------------------- | ---------------------- |
| Кочкільдіно, присілок     | 4                      | 3                      |
| Новоакбулатово, присілок  | 536                    | 514                    |
| Староакбулатово, присілок | 167                    | 151                    |
| Яндиганово, присілок      | 434                    | 391                    |